# DFB-Pokal 1968-1969
La DFB-Pokal 1969 fu la 26ª edizione della coppa. 32 squadre si sfidarono nei 5 turni della competizione. In finale il Bayern Monaco sconfisse lo Schalke 04 2–1, vincendo così il terzo titolo in 4 anni e diventando la squadra con più trofei vinti. In questa stagione sportiva fu anche il primo club tedesco a realizzare il double.

## Primo turno
| Squadra 1              | Risultato   | Squadra 2            |
| ---------------------- | ----------- | -------------------- |
| 04.01.1969             |             |                      |
| Wormatia Worms         | 2 - 3       | Preußen Münster      |
| Borussia M'gladbach    | 5 - 2       | Hertha Berlino       |
| Rot-Weiss Essen        | 1 - 2       | Werder Brema         |
| Alsenborn              | 2 - 1       | Duisburg             |
| Eintracht Treviri      | 1 - 3       | Norimberga           |
| RW Oberhausen          | 2 - 3 (dts) | Schalke 04           |
| Jahn Ratisbona         | 0 - 1       | Alemannia Aquisgrana |
| Freiburger             | 0 - 1       | Kaiserslautern       |
| 05.01.1969             |             |                      |
| Langenhorner TSV       | 1 - 2       | Sperber Hamburg      |
| Wolfsburg              | 1 - 2       | Amburgo              |
| 15.01.1969             |             |                      |
| Arminia Hannover       | 4 - 0       | Schweinfurt 05       |
| 22.01.1969             |             |                      |
| Stoccarda              | 1 - 0       | Colonia              |
| 28.01.1969             |             |                      |
| Eintracht Braunschweig | 1 - 0       | Monaco 1860          |
| 05.02.1969             |             |                      |
| Bayern Monaco          | 0 - 0 (dts) | Kickers Offenbach    |
| Eintracht Francoforte  | 6 - 2       | Borussia Dortmund    |
| 12.02.1969             |             |                      |
| Wacker 04 Berlino      | 1 - 4       | Hannover 96          |

### Ripetizione
| Squadra 1         | Risultato | Squadra 2     |
| ----------------- | --------- | ------------- |
| 11.02.1969        |           |               |
| Kickers Offenbach | 0 - 1     | Bayern Monaco |

## Ottavi di finale
| Squadra 1            | Risultato   | Squadra 2              |
| -------------------- | ----------- | ---------------------- |
| 15.02.1969           |             |                        |
| Amburgo              | 2 - 0 (dts) | Borussia M'gladbach    |
| Alemannia Aquisgrana | 2 - 0       | Preußen Münster        |
| Bayern Monaco        | 1 - 0       | Arminia Hannover       |
| Schalke 04           | 3 - 1       | Alsenborn              |
| Kaiserslautern       | 1 - 0       | Eintracht Francoforte  |
| Werder Brema         | 5 - 0       | Eintracht Braunschweig |
| Hannover 96          | 2 - 2 (dts) | Stoccarda              |
| 02.04.1969           |             |                        |
| Sperber Hamburg      | 0 - 0 (dts) | Norimberga             |

### Ripetizioni
| Squadra 1  | Risultato | Squadra 2       |
| ---------- | --------- | --------------- |
| 05.03.1969 |           |                 |
| Stoccarda  | 0 - 1     | Hannover 96     |
| 12.04.1969 |           |                 |
| Norimberga | 7 - 0     | Sperber Hamburg |

## Quarti di finale
| Squadra 1      | Risultato | Squadra 2            |
| -------------- | --------- | -------------------- |
| 03.04.1969     |           |                      |
| Amburgo        | 0 - 2     | Bayern Monaco        |
| Schalke 04     | 2 - 0     | Alemannia Aquisgrana |
| Kaiserslautern | 3 - 0     | Werder Brema         |
| 23.04.1969     |           |                      |
| Norimberga     | 1 - 0     | Hannover 96          |

## Semifinali
| Squadra 1      | Risultato   | Squadra 2  |
| -------------- | ----------- | ---------- |
| 03.05.1969     |             |            |
| Bayern Monaco  | 2 - 0       | Norimberga |
| Kaiserslautern | 1 - 1 (dts) | Schalke 04 |

### Ripetizione
| Squadra 1  | Risultato | Squadra 2      |
| ---------- | --------- | -------------- |
| 13.05.1969 |           |                |
| Schalke 04 | 3 - 1     | Kaiserslautern |

## Finale
| Squadra 1     | Risultato | Squadra 2  |
| ------------- | --------- | ---------- |
| 14.06.1969    |           |            |
| Bayern Monaco | 2 - 1     | Schalke 04 |

| Arbitro: | Helmut Fritz (Oggersheim) |

|                 |           |                 |
| Müller 12’, 35’ | Marcatori | 20’ Pohlschmidt |

| Bayern München | Schalke 04 |

| Bayern Monaco: |   |                     |
|                |   |                     |
| GK             | 1 | Sepp Maier          |
| DF             |   | Werner Olk (c)      |
| DF             |   | Peter Pumm          |
| DF             |   | Georg Schwarzenbeck |
| DF             |   | Franz Beckenbauer   |
| MF             |   | Helmut Schmidt      |
| MF             |   | Franz Roth          |
| MF             |   | August Starek       |
| FW             |   | Rainer Ohlhauser    |
| FW             |   | Gerd Müller         |
| FW             |   | Dieter Brenninger   |
| Allenatore:    |   |                     |
| Branko Zebec   |   |                     |

| FC SCHALKE 04: |   |                        |  |     |
|                |   |                        |  |     |
| GK             | 1 | Norbert Nigbur         |  |     |
| DF             |   | Hans-Jürgen Becher     |  | 60’ |
| DF             |   | Manfred Kreuz          |  |     |
| DF             |   | Klaus Fichtel          |  |     |
| DF             |   | Klaus Senger           |  |     |
| MF             |   | Gerhard Neuser         |  |     |
| MF             |   | Heinz van Haaren       |  | 76’ |
| MF             |   | Hermann Erlhoff        |  |     |
| FW             |   | Hans-Jürgen Wittkamp   |  |     |
| FW             |   | Manfred Pohlschmidt    |  |     |
| FW             |   | Reinhard Libuda        |  |     |
| sostituzioni:  |   |                        |  |     |
| DF             |   | Waldemar Slomiany      |  | 76’ |
| DF             |   | Jürgen-Michael Galberz |  | 60’ |
| Allenatore:    |   |                        |  |     |
| Rudi Gutendorf |   |                        |  |     |

Bayern Monaco
(4º successo)